# MG (自動車)

MG（エム・ジー）は、かつてイギリスで誕生したスポーツカーのブランドである。名称は「モーリス・ガレージズ」（Morris Garages）の略とされている。現在は、中国の上海汽車（SAIC）グループ傘下にあり、イギリスなどのヨーロッパ市場では電気自動車を中心にシェアを伸ばしつつ、タイやインドなどの新興国市場やオセアニア市場でも販売を拡大している。

## 概略

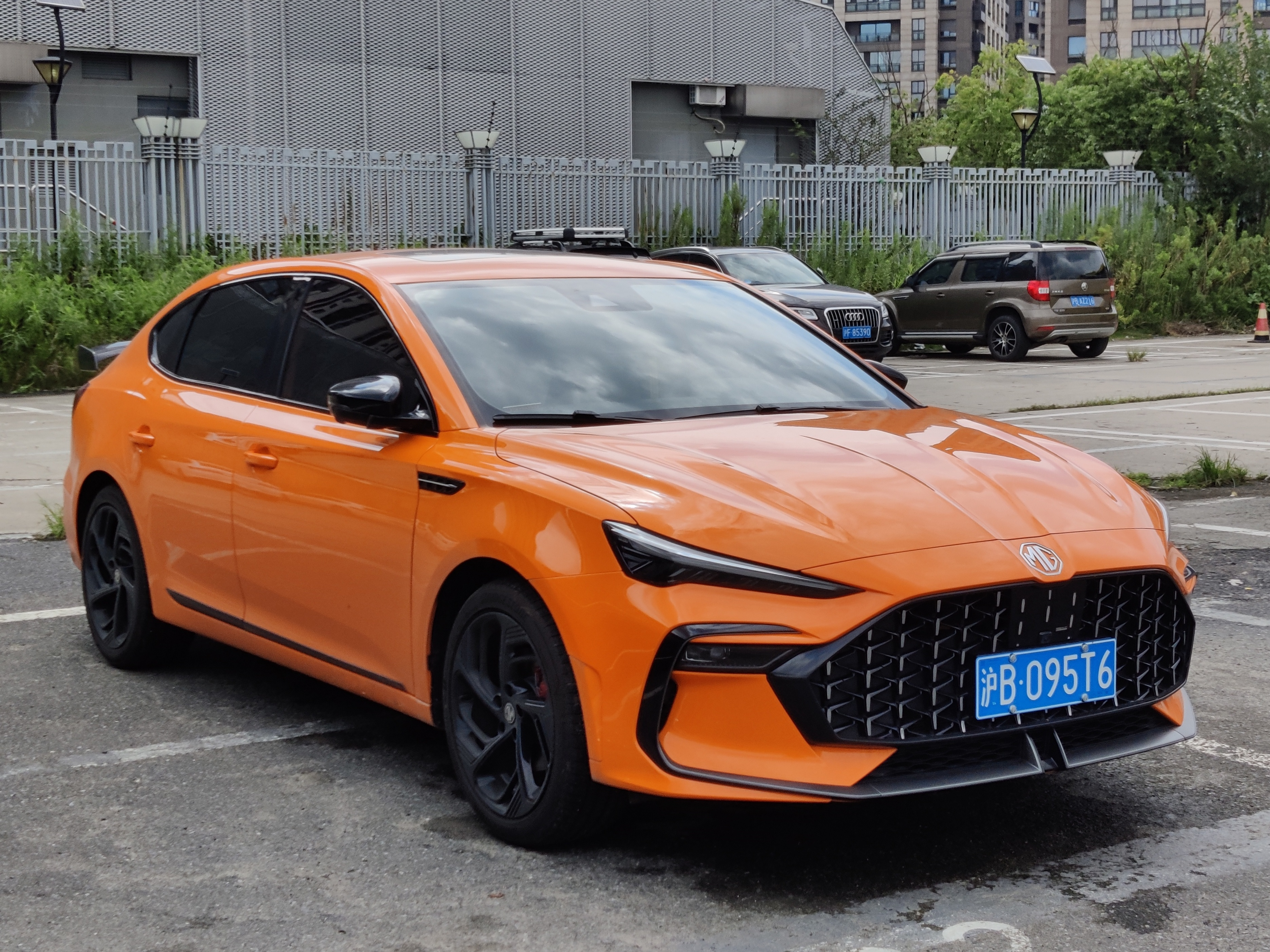
上海汽車グループ傘下で生産されたMG6プロ

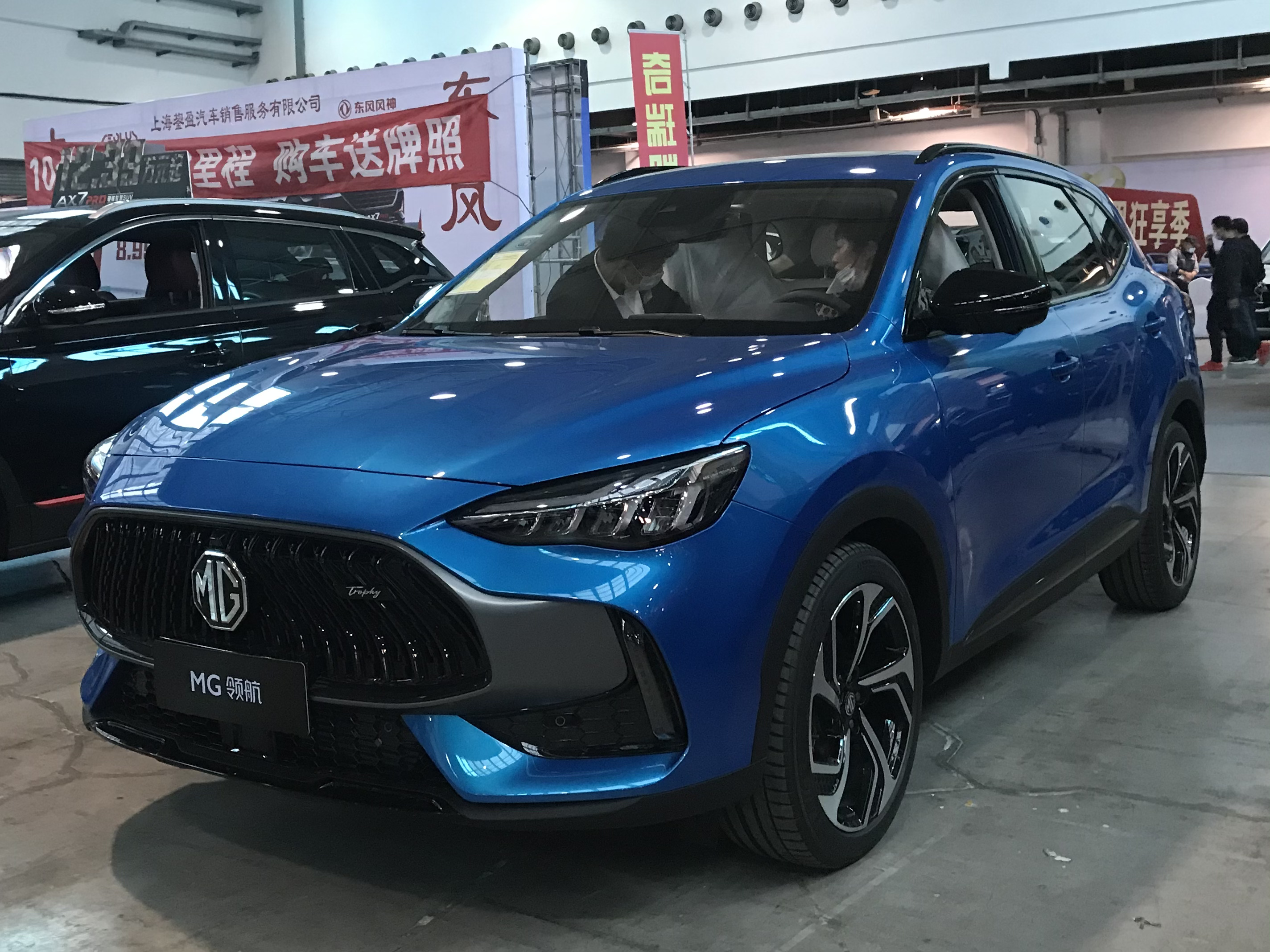
クロスオーバーSUVのリンハン

1910年頃から1924年にかけて、主に小型スポーツカーのメーカーとしてイギリスのオックスフォードで確立した。すぐにアビンドン・オン・テムズに本拠を移し、その後はバーミンガムのロングブリッジ地区にあるロングブリッジ工場を拠点としていた。「MG」の発祥年については諸説あるが、これについては後述する。
元々はイギリスの大手自動車メーカーのモーリス・モーターの経営者であったサー・W・M・モリス（後のナッフィールド卿）が自転車の組立販売を行う「Oxford Garage」として設立した。バイクの製造と自動車の販売を手がけるようになり、モーリス・モーター設立後はモーリス車のスポーティ・バージョンを製作する会社となった。当初はモリスの個人所有企業の一つであった。
主に2座席のオープンカーで有名だが、MGではサルーンとクーペも多数製作してきた。2004年3月の時点で「MG」の総販売台数は1,589,000台を超えている。
初期はブランド名「MG」を冠した「M.G. Car Company LTD.」であったが、後にモーリス・モーターに統合された。さらにはイギリスの自動車製造業界の変遷に伴い、幾つかの自動車会社の一部門を経て、2005年まではMGローバー社の主要部門としてその名を残していた。
2005年のMGローバー破綻後、中国資本の南京汽車 (NAC) に買収される。2007年には南京汽車が上海汽車（SAIC）に統合され、MGは上海汽車グループ傘下のグローバルブランドとして再出発した。
MGローバー社時代に生産されていたミッドシップ・オープンスポーツのMG TFを一部改良し、英国拠点のMG Motor UK Ltdを通して、ロングブリッジ工場で2008年より生産を再開し、ロングブリッジ工場の生産設備を移転した中国工場ではセダン（スポーツサルーン）やハッチバック車種のMG3、MG6、MG7の生産も開始。

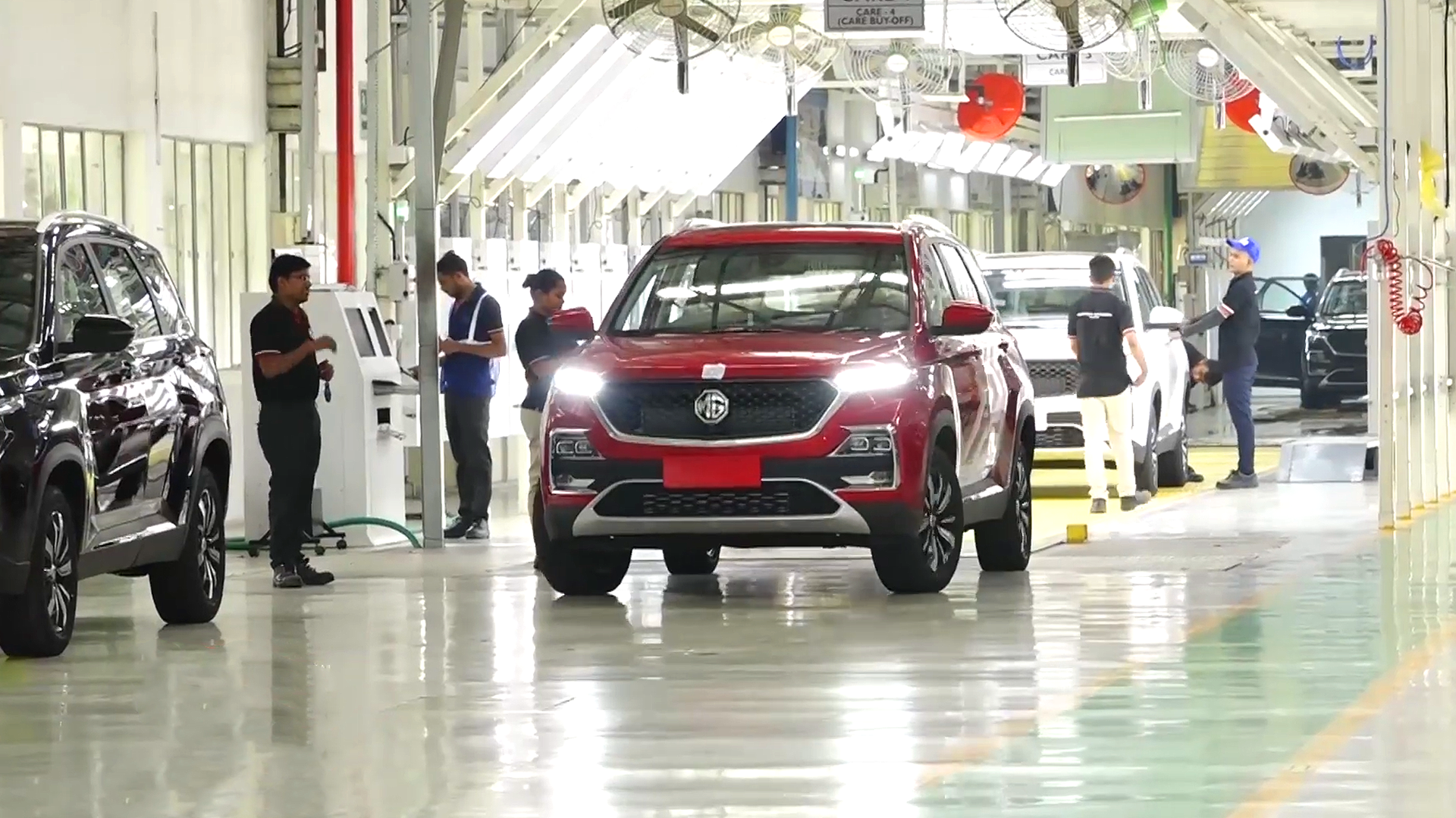
MG Motor Indiaの生産工場（インド・グジャラート州）

2016年にロングブリッジ工場における生産は終了し、現在は主に中国、タイ（2014年から）、インド（2019年から）で行われている。バーミンガムのロングブリッジ工場跡には研究・開発拠点が引き続き置かれる。
創業時がトライアルレース向け車両の制作に始まったこともあり、サーキット・ラリー両方でのレース活動や創業直後の最高速度記録への挑戦で歴史にその名を残している。

## 歴史
自動車のブランドとしてのMGの発祥年は、1923年7月頃とされている。この年に最初の真のM.G.と呼べる小型スポーツカー「Raworth 11.9hp」を製造した。1928年にM.G. Car Companyが発行した広報誌に、1923年が発祥と書かれていることも根拠の一つである。
一方、現在のMGモーター社は1924年を発祥年とする説をとっており、同社は2009年をMG発祥85周年とし、85周年記念特別モデル「MG TF 85th」を発売した。1924年3月には、MGとしての最初の広告が雑誌「The Morris Owner」に掲載されており、5月には400台ほど製造された最初の量産車「14/28 The M.G. Super Sport Morris Oxford」（通称14/28）が発売開始されている。1923年の「Raworth 11.9hp」がたった6台の製造台数だったため、量産車としてのMGはこの年が発祥である。
製造及び販売会社の変遷から見ると、創立最初期はカウリーにての自転車の組み立てより始まり、次にモーターサイクルの製造を手がけ、1910年にそれらの販売店名を「モーリス・ガレージ (Morris Garages)」とし、自動車ディーラー事業も始めた。さらに、1928年のM.G. Car Company LTD.が発足しており、量産自動車製造者としての発祥は1928年である。
初期のMGの歴史において欠かせない人物の一人が、セシル・キンバーである。彼はオックスフォードでモーリス・モーターのセールスのトップだった販売代理店を経営していたが、モーリス・ガレージに1921年にセールス・マネージャーとして入社し、1922年には社長に就任した。自ら企画したレーシングモデルで、自らハンドルを握ってレースに参加するなど、M.G.黎明期におけるレース活動でも重要な役割を果たしている。
初期のMGの歴史において欠かせないMG製スポーツカーに「OLD NUMBER ONE/（No.1とも表記される）」（公式資料により車名にM.G.を冠した第一号車とされていた車）がある。セシル・キンバー専用のスペシャルモデルとして、一台だけ1924年頃に製造され、1925年4月11日には「ロンドン・ランズエンド間トライアル」の耐久レースに出場、金メダルを獲得した。一時スクラップ同然の状態であったが、丁寧に復元され、現在ではMGのイメージのイコンとして、メーカー公式製品発表会やイベントに必ず展示されるほどである。

### モーリス・ガレージ
- 1910年 - モーリス・ガレージ (Morris Garages) 発足、モーターサイクル製造販売と自動車販売を手がける。
- 1921年 - セシル・キンバーをモーリス・ガレージに迎える。（1922年に総支配人に。）
- 1923年 - 7月に最初にM.G.と呼ばれるべきスポーツカー「Raworth 11.9hp」を生産し、同年8月に第一号車を販売。登録番号はFC5855。Morris CowleyのシャシーにRaworth社のボディを載せ、チューンしたもの。（※この時がM.G.発祥と考えられる。）
- 1924年 - 3月にM.G.の商標が広告等にも表記される。5月最初の量産車14/28生産開始。同5月、広告にMGのトレードマークとなる「オクタゴン」（八角形）を使用する。
- 1927年 - ラジエーターに付けられるエンブレムに、オクタゴンを使用開始。

### M.G. Car Company
- 1928年 - 個人経営のモーリス・ガレージは組織変更がなされ M.G. Car Company LTD.として発足した。同年末に、MG初の6気筒エンジンを搭載し、初の専用シャシを持つ「18/80」を生産開始。
- 1929年 - イギリス、オックスフォードシャーのアビンドンに工場を移転する。アビンドン工場は1980年の閉鎖まで多くの「MG」を製造した。小型で安価な「M-Type 8/33 Midget」（M-Typeミジェット）を生産開始。
- 1930年 - M-Typeミジェットがル・マン24時間レースに参戦。
- 1935年 - モーリス社と統合され、独立企業から大企業の一事業部となる。

### ナッフィールド・オーガニゼーション
- 1938年 - モーリス社も他社と統合して、ナッフィールド・オーガニゼーションを形成する。第二次世界大戦中はモーリス社の軍需産業への転換により、一時乗用車の製造は中止となった。戦後すぐに乗用車の製造を再開し、北米市場を狙った製品展開をしてゆく。

### BMC
- 1952年 - モーリス社のライバル企業であったオースティン社がナッフィールド・オーガニゼーションに吸収され、ブリティッシュ・モーター・コーポレーション (BMC) となり、MGには旧オースティン系の部品も使用されるようになる。戦後モデルは、MG独自の設計だけでなく、オースティンやモーリスの各ブランドとの共通設計の車種も多く生産された。

### ブリティッシュ・レイランド
- 1967年 - BMCはブリティッシュ・モーター・ホールディングス (BMH) となり、1968年にブリティッシュ・レイランド・モーター・カンパニー、1975年には国有のブリティッシュ・レイランド（1978年にBL Carsと改称）と変遷し、1980年末まで各社のスポーツカーブランドとして製造され続けた。
- 1980年10月 - MG・MGBを最後として、アビンドン工場を閉鎖し、一旦歴史に幕を降ろす。

### オースチン・ローバー
- 1981年 - MGのブランドを所有するBL Carsは、乗用車部門をオースチン・ローバー・グループとして分社化する。
- 1982年 - オースティン製の小型車メトロ (Metro) のMG版、MGメトロとして復活。同様に、1983年に中型車のマエストロ (Maestro) 、1984年にモンテゴ (Montego) のMG版が生産された。

### ローバー
- 1986年 - オースチン・ローバー・グループは、ローバー公社となる。
- 1988年 - ローバー公社は、ブリティッシュ・エアロスペースに払い下げられ、ローバー・カーズとなる。
- 1992年 - MGブランド単独の車種として、MGBを開発のベースとした高級スポーツカーMG・RV8を発表、翌年1993年より2000台の限定生産開始をした。
- 1995年 - RV8より低価格で量産車となるMG・MGFを発表。

### MGローバー
- 2000年 - BMW傘下にあったローバー・グループの解体により、再び英国系資本によりMGローバー社傘下の主要ブランドとなった。
- 2001年 - Rover25,45,75のMG版である、MG ZR,ZS,ZTを発売。
- 2002年 - MGFの後継車種となるMG TFを発売。

### NAC（南京汽車）MG
- 2005年 - MGローバー社が経営破綻し、中国系企業の南京汽車傘下となる。イギリス事業部門は「NAC MG UK Ltd」となった。
- 2007年 - MGローバー社の経営破綻により製造を中止していたMG TFの生産を、中国（南京）で再開。

### MG Motor, SAIC（上海汽車）MG
- 2007年12月 - 南京汽車が上海汽車に買収される。
- 2008年 - イギリス・ロングブリッジ工場でMG TFの生産再開。
- 2009年 - Nac MG UKは社名を「MG Motor UK Ltd」に変更した。南京汽車は上海汽車(SAIC)傘下となった為、中国事業部はSAIC MGとなった。
  - 2009年夏、中国市場でのマーケット戦略として、MG TF及びMG3,MG6等が、日本の漫画である「花より男子」を原作とした中国製ドラマに車両提供された。日本でも過去にMG ZTとMG TF等がドラマ撮影に車両提供されたが、事情により放映されなかった。
- 2010年 - イギリスのバーミンガム工場（ロングブリッジ工場から改称）で、MG6（5ドアハッチバックのGT及びサルーンのMagnette）の生産を開始、欧州向けに発売。
- 2014年 - 上海汽車がタイで展開する合弁工場で、MG6の右ハンドル車の生産を開始[12]。
- 2016年 - イギリス・バーミンガム工場での生産を終了。
- 2017年 - 上海汽車がインドに子会社「MG Motor India」設立。
- 2019年 - インド工場でのMGブランド車生産開始[13]。

## 主要車種
最初の量産車である14/28型、6気筒エンジンを搭載した18/80型、「M型ミジェット」(M Type Midget)、スーパーチャージャーを搭載したサーキット向けの「K3 マグネット」(K3 Magnette)、北米へ多数輸出もされた戦後型の「TCミジェット」(TC Midget)、「MGA」、合計52万台以上を販売した1960年代以降最大の成功作「MGB」、ライトウエィトスポーツカーの代表作の一つと言われる「ミジェット」、MGBにビックヒーレーの6気筒3000ccを搭載した「MGC」、V型8気筒3.5Lを搭載したMGBの発展型であるクーペボディの「MGB GT V8」、そして1990年代のローバーグループ時代のV型8気筒エンジンを搭載した2座席のオープンカー「MG・RV8」と、1994年のミッドシップの2座席オープンカーのローバー・MGFなどがある。
上記のような2座席スポーツカーが生産台数の多くを占めるが、1920年代末より、スポーツサルーンも製造されている。戦前はWタイプ、戦前-戦後に跨るYタイプなどのミドルクラス、BMCグループ時代のZA/ZBマグネットや、ADO-16シリーズのMG1100/1300などが製造された、特にZA/ZBと1100/1300はラリーでも活躍している。
1980年代以降では、BL及びローバーグループ時代にモンテゴ・メトロ・マエストロがオースチンブランドとMGブランド両方で生産され、MGローバーの一部門であったころには、高級スポーツの「MG X power SV」および「SV-R」を筆頭に、ミッドシップの「MG TF」、サルーンでは、V型8気筒エンジンを搭載したグレードもカタログにラインナップされている「MG ZT」、ミドルサルーンの「MG ZS」、ハッチバックの「MG ZR」などがあった。ZR/ZS/ZTはローバーブランドの25/45/75とコンポーネントを共有していた。また商用車の「MG EXPRESS」も存在していた。
上海汽車傘下となってからは「GS」を最初にSUV市場へ進出。またタイではピックアップトラック「MG Extender」も発売（上海汽車傘下・Maxus車のリバッジ版）。

### 第二次世界大戦後

#### スポーツモデル
- MG・MG TC
- MG・MG TD
- MG・MG TF
- MG・MGA
- MG・MGB
- MG・MGC
- MGB・GT V8
- MG・ミジェット
- MG・メトロ6R4（競技専用車種）
- ローバーMG・RV8
- ローバーMGF
- MG TF（NAC MG UKにて継続生産）

#### スポーツサルーン
- MG・MG YA/YB
- MG・マグネット ZA/ZB
- MG・マグネット Mk.III（BMC・"ファリーナ"・サルーン）
- MG・1100/1300（兄弟車種が多い）
- MG・メトロ（ローバー・メトロと同型）
- MG・マエストロ（オースチン・マエストロと同型）
- MG・モンテゴ（オースチン・モンテゴと同型）
  - MG・モンテゴ・ターボ
- MG・ZR（ローバー25と同型）
- MG・ZS（ローバー45と同型）
- MG・ZT（ローバー75と同型）
- MG・ZT-T（ZTのツーリングワゴン）

### 中国資本による買収後

#### ハッチバック / サルーン
- MG・MG3（中国製造によるMG ZSの改良型）
- MG・MG3 SW（ローバー25をSUV風に仕立てたローバー・ストリートワイズのMG版。上記MG3とは別車種）
- MG・MG6（中国設計製造による中型5ドアハッチバック及び4ドアセダン。MG ZSの後継車）
  - MG・MG6 GT / MG6 マグネット（イギリス製造によるMG6のバリエーション）
- MG・MG7（中国製造によるMG ZTの改良型）
- MG・MG4 EV（CセグメントEV。中国名はMulan）
- MG・MG5（ハッチバックまたはセダン。仕向け地によって車種が異なる）
- コメット（インドで販売する超小型EV）

#### SUV
- MG・GS（MGブランド初のSUV）
- MG・HS（中型SUV）
- MG・ZS（小型SUV。上記ZSとは別車種）
- MG・One（小型SUV）
- MG・ヘクター（インド向けSUV。宝駿・530のリバッジ版）
- MG・グロスター（インド向けSUV。Maxus D90のリバッジ版）
- MG・RX8（中東向けSUV。Roewe RX8のリバッジ版）
- MG・エクステンダー（タイ向けピックアップトラック。Maxus T60のリバッジ版）

#### MPV
- MG・マクサス9（Maxus Mifa 9のリバッジ版）

## 現在
2005年、MGローバー社の経営破綻時に、管財人の手で同社の持つ「ROVER」ブランドと「MG」ブランドの使用権及び知的財産権が分割され、「MG」ブランドは南京汽車 (NAC) に、「ROVER」の意匠権は上海汽車 (SAIC)にと二つの中国系企業に売却された（ただしROVERのブランド名称はフォードが取得した）。ところが2007年末、南京汽車は上海汽車に買収された。これによりMGローバーはローバーのブランド名称を除いて上海汽車の下で一つになった。以降、MGは上海汽車の"栄威"ブランド（ローバーブランドを取得できなかった上海汽車が旧ローバー75の生産にあたって創設したブランド）車との設計共有化を行う。
南京汽車傘下で、2007年3月から中国でMG TFの生産を再開。その後MG5・MG6・MG7の製造も開始。上海汽車に買収された後の2008年8月、英国のロングブリッジ工場においてMG TFの生産を再開、2008年9月にMG TF LE500がイギリス国内販売開始された。2011年にはMG6の製造もロングブリッジで始まった。しかしロングブリッジでの生産は2016年に終了した。中国のほか、2014年にタイ、2019年にインドに工場を設置している。
上海汽車傘下で、タイやインドなどの新興国市場を開拓する役割を担い、SUVやEVなど新たなカテゴリーに進出している。
現在でも世界各地に点在するMGの所有者団体（オーナーズクラブ）が盛んな活動を行っており、中でもMGオーナーズクラブのように全世界に5万人以上の会員を持つ団体もある。彼らは、イギリスではMG本体に対しても影響力を持つと言われている。2005年のMGローバー社経営破綻に対し、イギリス政府に対しての援助を求めるデモでも大きな運動を行ったことが報じられた。

## モータースポーツ

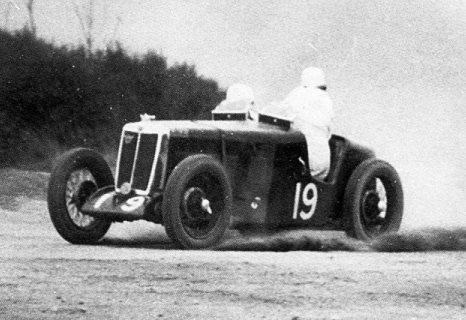
1933年オーストラリアグランプリに参戦するマグナ

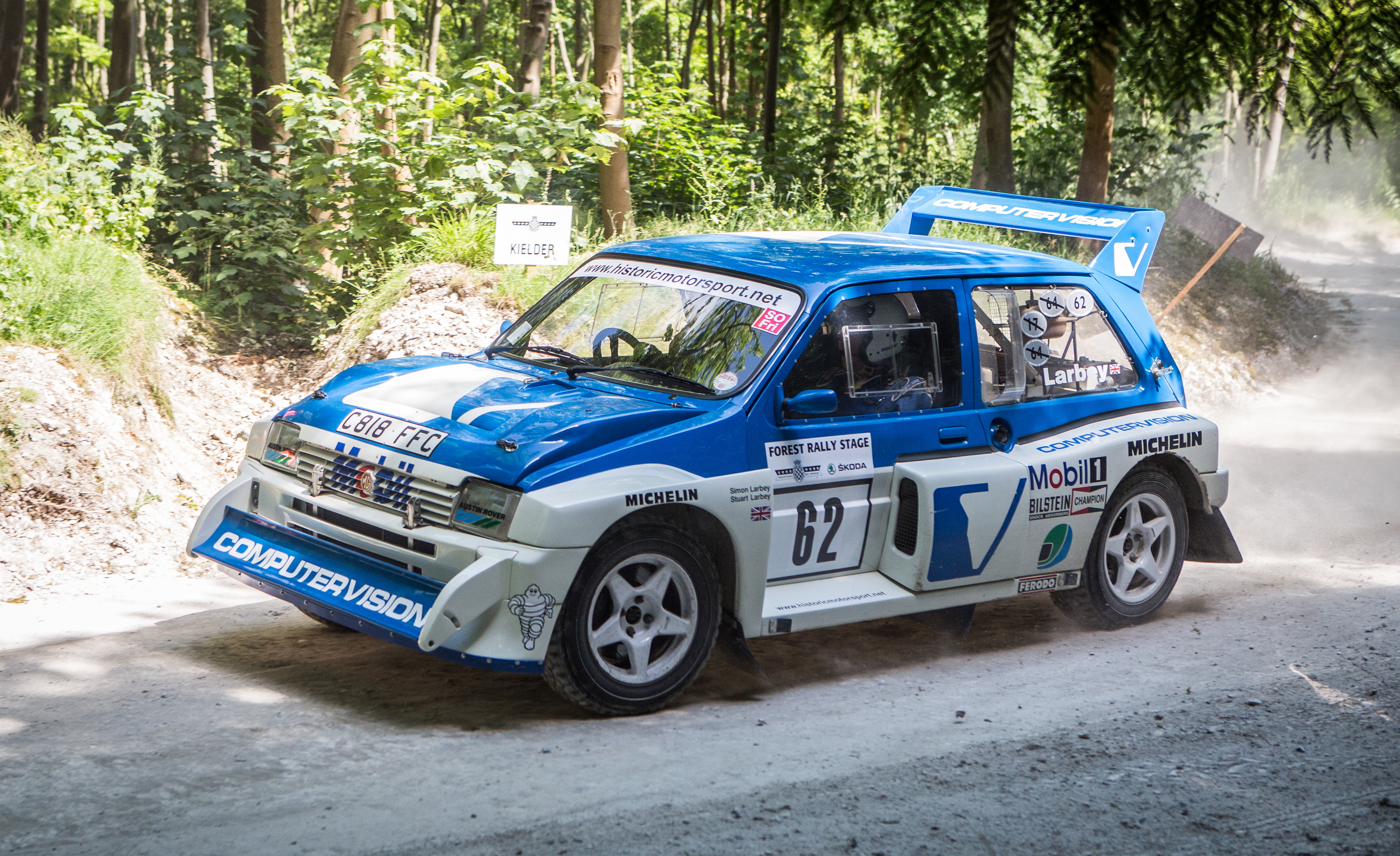
MG・メトロ6R4

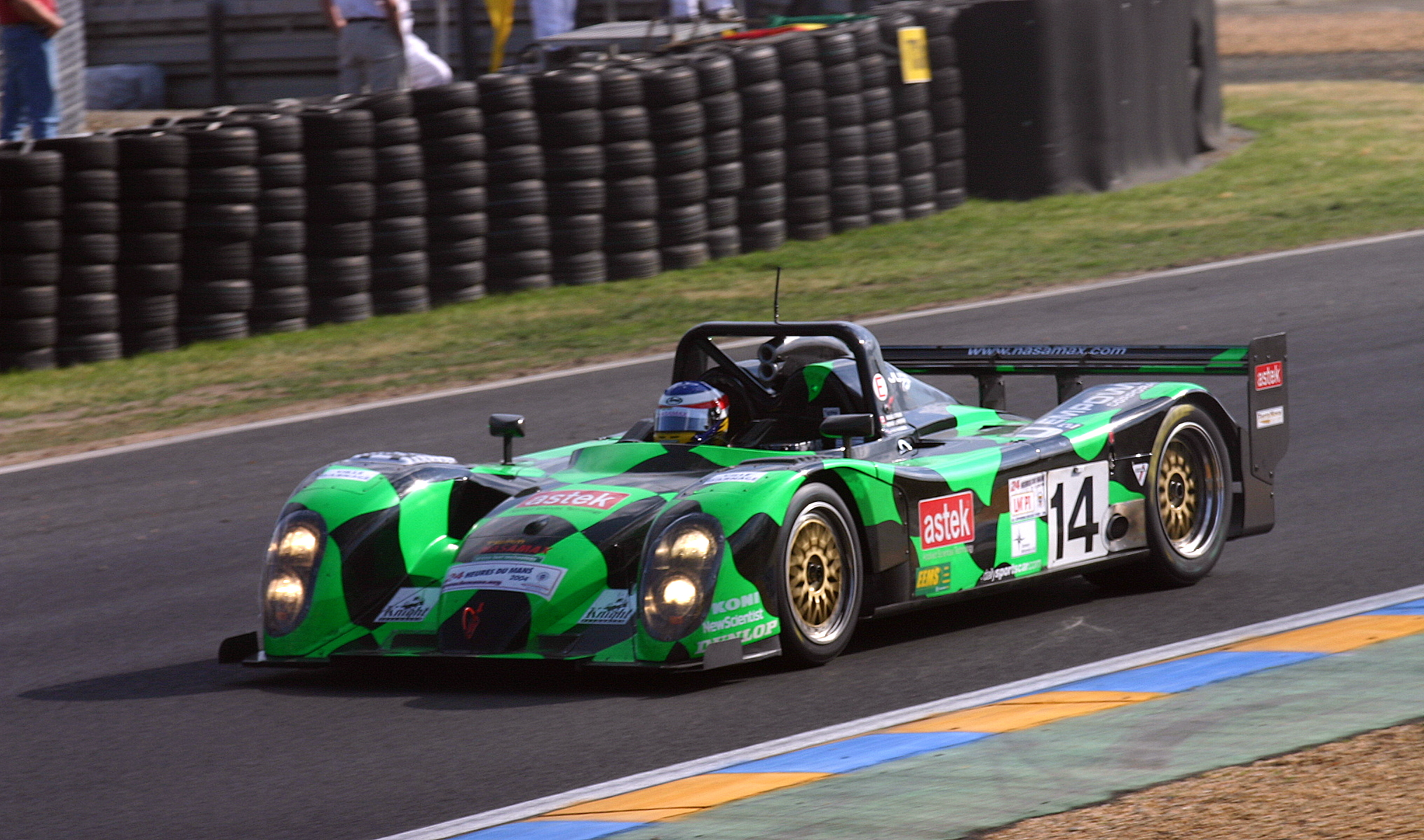
2004年ル・マンのMG-ローラ

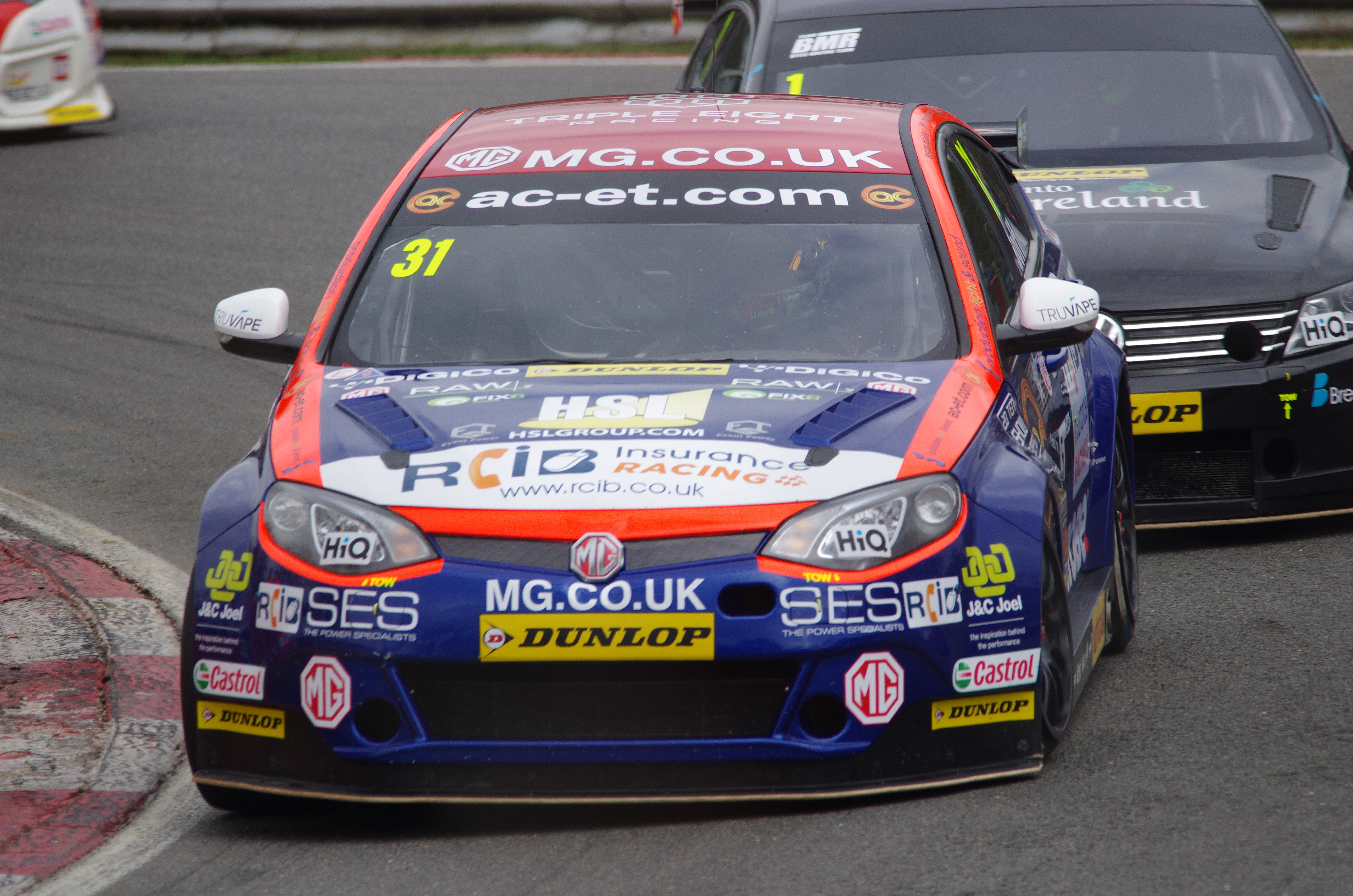
BTCCの6GT（2015年）

初期は公道レースやスピードトライアルに参戦。1925年のランズ・エンド・トレイルで優勝したのが、MGの最も古いモータースポーツにおける成功である。1931年にはスーパーチャージャーを装備したEX120で時速100マイルを突破。戦後はEX135、EX181などをスターリング・モスやフィル・ヒルなどがドライブし、併せて20近い記録を打ち立てた。また同時期はル・マン24時間レースやF1の前身となるヨーロッパ・ドライバーズ選手権にも参戦している。後者はノンタイトル戦の1936年シメイ（ベルギー）市街地レースで優勝を果たしている。
WRC（世界ラリー選手権）では、1980年代にグループB規定のメトロ6R4が投入された。自然吸気エンジンだったこともありWRCでは結果を残せなかった（最高3位）が、欧州ラリークロス選手権ではターボ化されて1992年にチャンピオンを獲得した。
近年はMGスポーツ・アンド・レーシング社が「X POWER」ブランドを展開しており、ツーリングカーマシンにその名を与えている。00年代のBTCC（イギリスツーリングカー選手権）にはZSベースの車輌で、JWRC（ジュニア世界ラリー選手権）などにはZRベースのスーパー1600車両で参戦していた。
2001年、英国の著名なレーシングカーコンストラクターであるローラとの共同開発によるシャシーと、MGの生産車エンジンをベースにAERが開発した2.0リッター直4ターボを搭載する、LMP675クラス車両のEX257でル・マン24時間に復帰。しかし序盤で早々にリタイアした。
2001年はALMS（アメリカン・ル・マン・シリーズ）で2つのプライベーターにEX257が供給され、セブリング12時間でクラス優勝を挙げ、年間ランキング1-2位でチャンピオンを獲得するという成功を収めた。しかしル・マンでは火災に見舞われるなどのトラブルでやはり完走はならなかった。この結果やMGローバーの経営難からMGはワークスから撤退し、以降はプライベーターがMG-ローラのマシンを運用していくことになる。
2004年はLMP675がLMP1へと改められ、一時的に戦闘力を失った。しかし英国のRMLがEX257にLMP2規定に合致する改造を施したEX264を駆り、2005・2006年ル・マンで念願のクラス優勝を連続で達成した。2007年と、EX265が投入された2008年はリタイアに終わり、これを最後にMGのル・マン挑戦は途絶えている。
これらに前後して2005年にドイツツーリングカー選手権へZT V8での参戦を表明したが、親会社MGローバー社の破綻により未投入のまま計画は断念、他のレース活動も一時中止となった。しかし2006年にはレース活動が段階的に再開されており、2006年はチームRACとして、2007年はカートワールド・レーシングとしてZSがBTCCに出場している。また2007年にはFIA スーパー2000規定ののラリーカーとしてZRをベースとしたMG S2000を発表した。
2012年度にMGモーター社はル・マン・シリーズとBTCCへの再参戦を表明しているが、ル・マンについては実現に至っていない。
中国資本となった後の2020年にはTCR仕様の『MG6 XPower TCR』をアジア地域のTCRレースに投入している。

## 関連画像

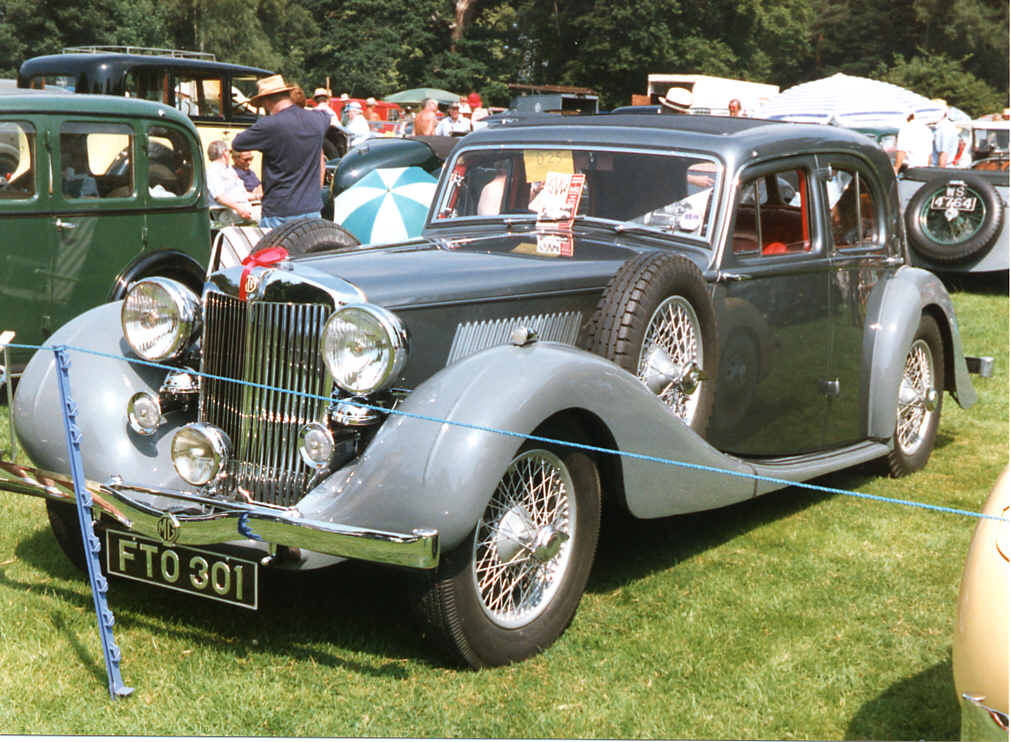
1938 MG WA
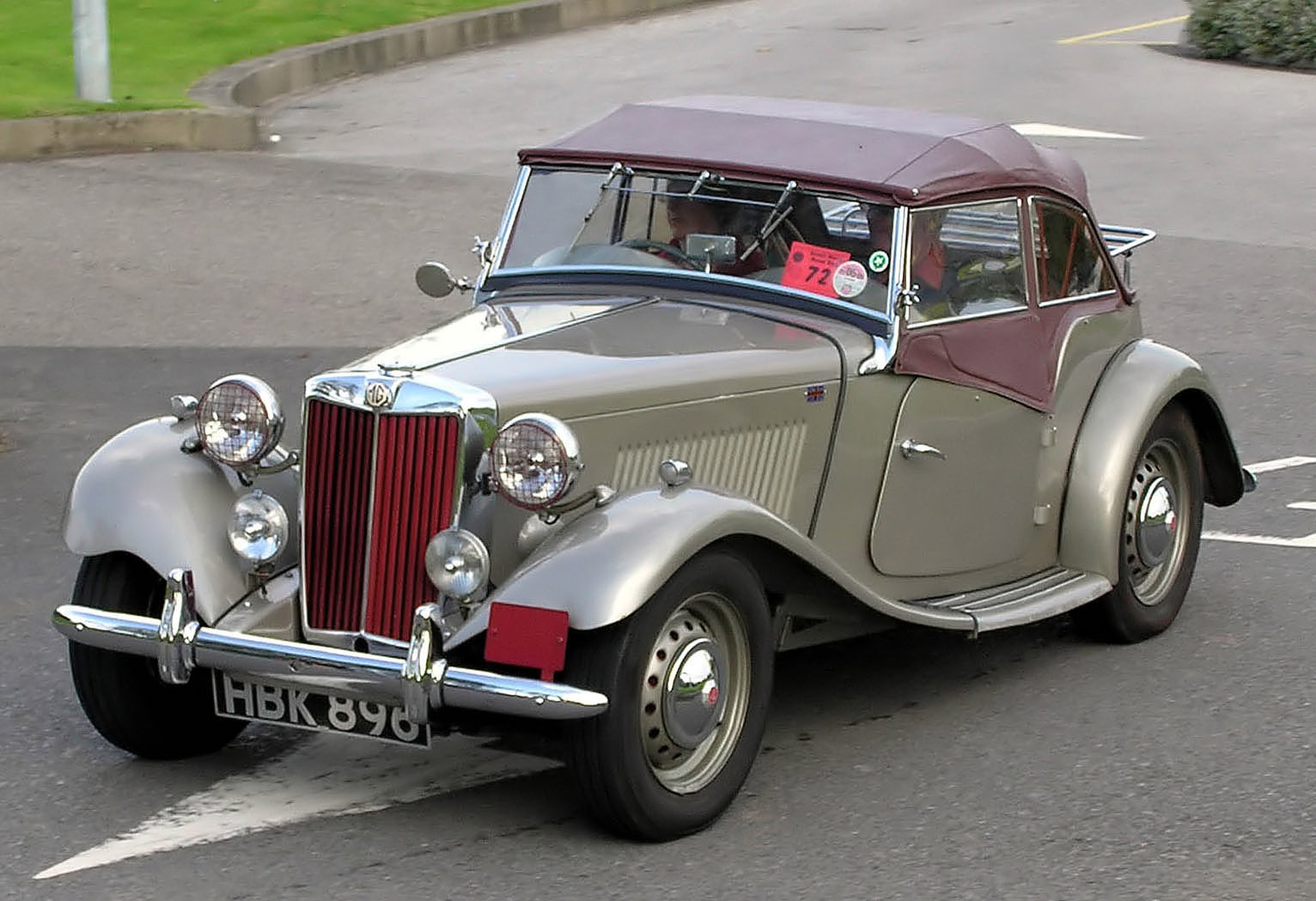
1953 MG TD
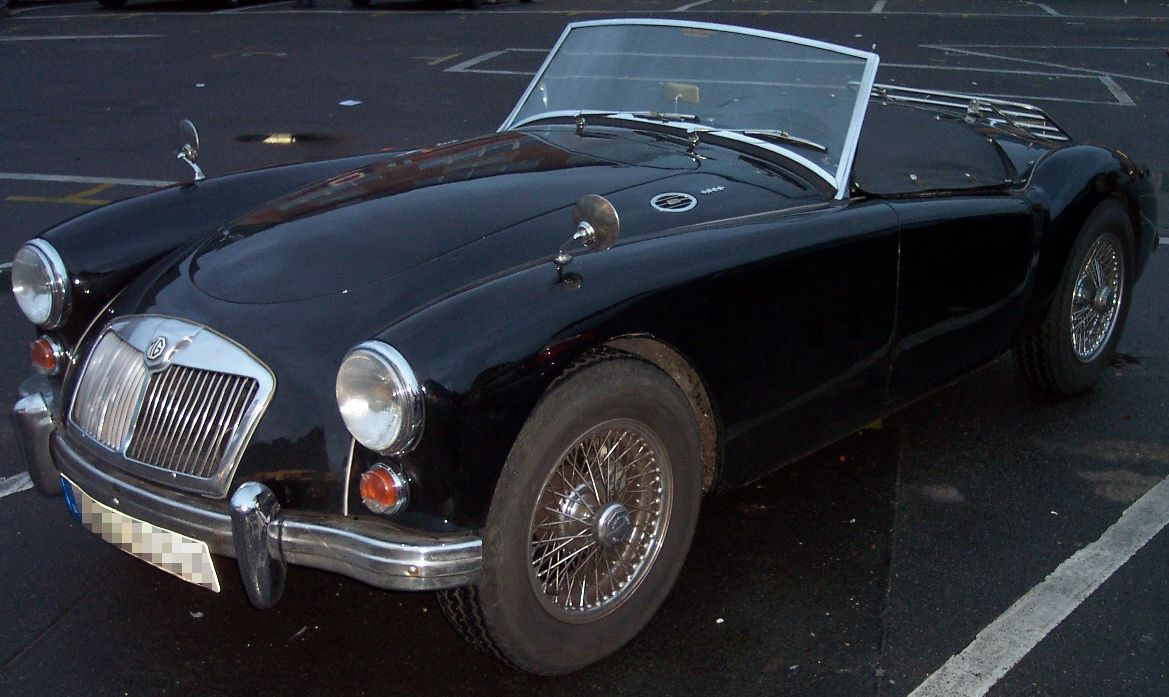
1955 MGA
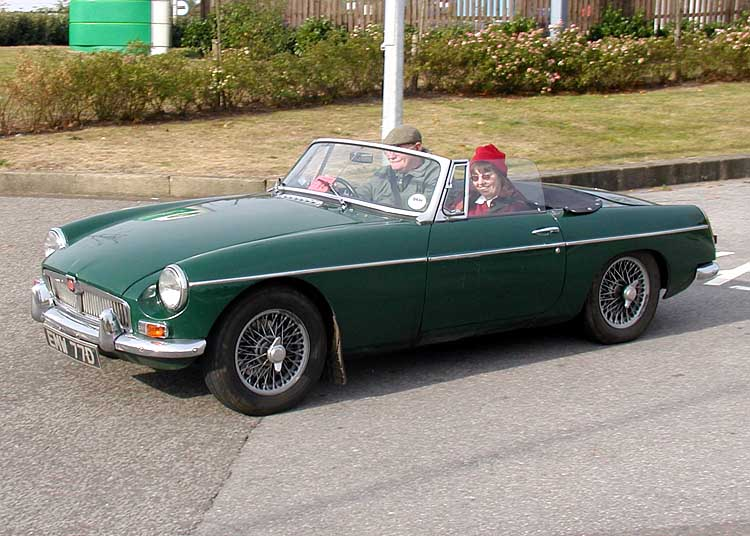
1966 MGB
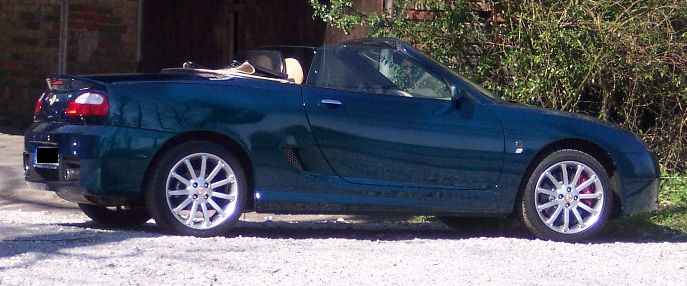
MG TF R